# Schietsport op de Olympische Zomerspelen 2000
De schietsport is een van de sporten die beoefend werden tijdens de Olympische Zomerspelen 2000 in Sydney.

## Heren

### kleinkalibergeweer 50 m drie houdingen
| rang   | sporter             | land | score | finale | totaal  |
| ------ | ------------------- | ---- | ----- | ------ | ------- |
| Goud   | Rajmond Debevec     | SLO  | 1177  | 98.1   | 1275.1  |
| Zilver | Juha Hirvi          | FIN  | 1171  | 99.5   | 1270.5  |
| Brons  | Harald Stenvaag     | NOR  | 1175  | 93.6   | 1268.6  |
| 4      | Artjom Chadzjibekov | RUS  | 1173  | 95.2   | 1268.2  |
| 5      | Artoer Ajvazjan     | UKR  | 1170  | 96.6   | 1266.6  |
| 6      | Christian Bauer     | GER  | 1169  | 97.0   | 1266.0  |
| 7      | Jevgeni Alejnikov   | RUS  | 1166  | 99.5   | 1265.5  |
| 8      | Jozef Gönci         | SVK  | 1165  | 96.3   | 1,261.3 |

### kleinkalibergeweer 50 m liggend
| rang   | sporter             | land | score | finale | totaal |
| ------ | ------------------- | ---- | ----- | ------ | ------ |
| Goud   | Jonas Edman         | SWE  | 599   | 102.3  | 701.3  |
| Zilver | Torben Grimmel      | DEN  | 597   | 103.4  | 700.4  |
| Brons  | Sergej Martynov     | BLR  | 598   | 102.3  | 700.3  |
| 4      | Maik Eckhardt       | GER  | 596   | 103.8  | 699.8  |
| 5      | Václav Bečvář       | CZE  | 597   | 102.7  | 699.7  |
| 6      | Artjom Chadzjibekov | RUS  | 597   | 102.2  | 699.2  |
| 7      | Igor Pirekejev      | TKM  | 597   | 102.2  | 699.2  |
| 8      | Philippe Joualin    | FRA  | 596   | 103.0  | 699.0  |

### luchtgeweer 10 m

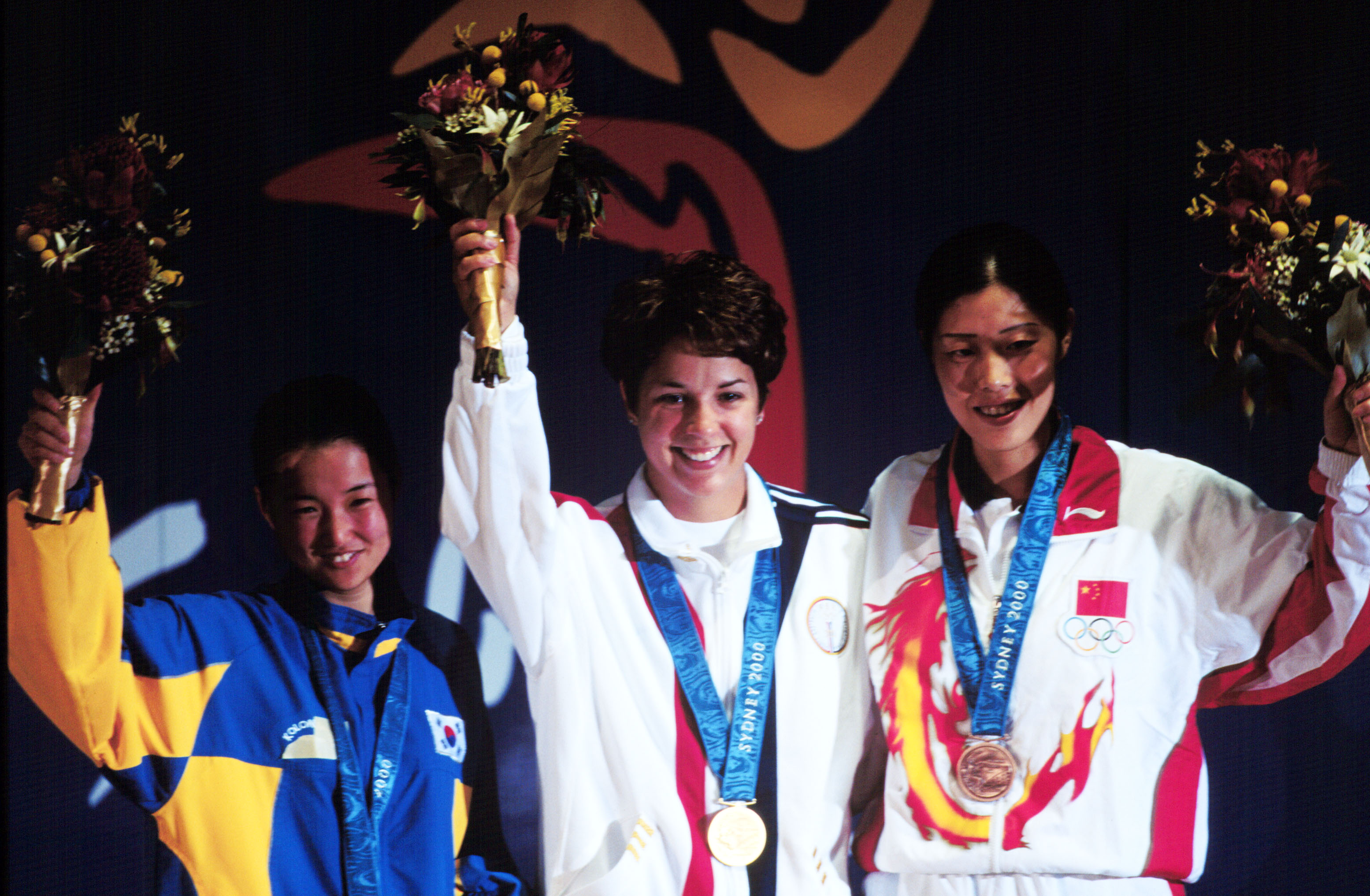
Medaille-uitreiking luchtgeweer 10 m dames

| rang   | sporter              | land | score | finale | totaal |
| ------ | -------------------- | ---- | ----- | ------ | ------ |
| Goud   | Cai Yalin            | CHN  | 594   | 102.4  | 696.4  |
| Zilver | Artjom Chadzjibekov  | RUS  | 592   | 103.1  | 695.1  |
| Brons  | Jevgeni Alejnikov    | RUS  | 592   | 101.8  | 693.8  |
| 4      | Anatoli Klimenko     | BLR  | 593   | 100.4  | 693.4  |
| 5      | Jason Parker         | USA  | 592   | 101.1  | 693.1  |
| 6      | Nedzad Fazlija       | BIH  | 591   | 101.7  | 692.7  |
| 7      | Leif Steinar Rolland | NOR  | 592   | 100.2  | 692.2  |
| 8      | Artoer Ajvazjan      | UKR  | 592   | 100.0  | 692.0  |

### vrij pistool 50 m
| rang   | sporter             | land | score | finale | totaal |
| ------ | ------------------- | ---- | ----- | ------ | ------ |
| Goud   | Tanjoe Kirjakov     | BUL  | 570   | 96.0   | 666.0  |
| Zilver | Igor Basinski       | BLR  | 569   | 94.3   | 663.3  |
| Brons  | Martin Tenk         | CZE  | 566   | 96.5   | 662.5  |
| 4      | Vladimir Gontsjarov | RUS  | 564   | 98.2   | 662.2  |
| 5      | Dilshod Moechtarov  | UZB  | 565   | 97.0   | 662.0  |
| 6      | Wang Yifu           | CHN  | 563   | 96.0   | 659.0  |
| 7      | Roberto Di Donna    | ITA  | 560   | 97.3   | 657.3  |
| 8      | Vladimir Goesjtsja  | KAZ  | 562   | 93.8   | 655.8  |

### luchtpistool 10 m
| rang   | sporter            | land | score | finale | totaal |
| ------ | ------------------ | ---- | ----- | ------ | ------ |
| Goud   | Franck Dumoulin    | FRA  | 590   | 98.9   | 688.9  |
| Zilver | Wang Yifu          | CHN  | 590   | 96.9   | 686.9  |
| Brons  | Igor Basinski      | BLR  | 583   | 99.7   | 682.7  |
| 4      | Michail Nestroejev | RUS  | 583   | 99.3   | 682.3  |
| 5      | Stéphane Gagne     | FRA  | 581   | 101.0  | 682.0  |
| 6      | Roberto Di Donna   | ITA  | 581   | 99.5   | 680.5  |
| 7      | João Costa         | POR  | 581   | 98.4   | 679.4  |
| 8      | Tanjoe Kirjakov    | BUL  | 581   | 95.8   | 676.8  |

### snelvuurpistool 25 m
| rang   | sporter              | land | score | finale | totaal |
| ------ | -------------------- | ---- | ----- | ------ | ------ |
| Goud   | Sergej Alifirenko    | RUS  | 587   | 100.6  | 687.6  |
| Zilver | Michel Ansermet      | SUI  | 587   | 99.1   | 686.1  |
| Brons  | Iulian Raicea        | ROU  | 587   | 97.6   | 684.6  |
| 4      | Emil Milev           | BUL  | 586   | 98.5   | 684.5  |
| 5      | Ralf Schumann        | GER  | 584   | 99.3   | 683.3  |
| 6      | Oleg Chvatsovas      | BLR  | 586   | 96.4   | 682.4  |
| 7      | Krzysztof Kucharczyk | POL  | 584   | 98.2   | 682.2  |
| 8      | Afanasijs Kuzmins    | LAT  | 585   | 96.3   | 681.3  |

### lopend schijf 10 m
| rang   | sporter        | land | score | finale | totaal |
| ------ | -------------- | ---- | ----- | ------ | ------ |
| Goud   | Yang Ling      | CHN  | 581   | 100.1  | 681.1  |
| Zilver | Oleg Moldovan  | MDA  | 580   | 101.0  | 681.0  |
| Brons  | Niu Zhiyuan    | CHN  | 578   | 99.4   | 677.4  |
| 4      | Pasi Wedman    | FIN  | 575   | 97.1   | 672.1  |
| 5      | Dmitri Lykin   | RUS  | 573   | 98.7   | 671.7  |
| 6      | Manfred Kurzer | GER  | 573   | 98.3   | 671.3  |
| 7      | Igor Kolesov   | RUS  | 576   | 91.5   | 667.5  |
| 8      | Miroslav Januš | CZE  | 575   | 91.8   | 666.8  |

### trap
| rang   | sporter           | land | score | finale | totaal |
| ------ | ----------------- | ---- | ----- | ------ | ------ |
| Goud   | Michael Diamond   | AUS  | 122   | 25     | 147    |
| Zilver | Ian Peel          | GBR  | 118   | 24     | 142    |
| Brons  | Giovanni Pellielo | ITA  | 116   | 24     | 140    |
| 4      | Khaled Al-Mudhaf  | KUW  | 115   | 24     | 139    |
| 5      | Marco Venturini   | ITA  | 115   | 23     | 138    |
| 6      | David Kostelecký  | CZE  | 116   | 22     | 138    |
| 7      | Danilo Caro       | COL  |       |        | 115    |
| 8      | Christophe Vicard | FRA  |       |        | 115    |

### dubbeltrap
| rang   | sporter           | land | score | finale | totaal |
| ------ | ----------------- | ---- | ----- | ------ | ------ |
| Goud   | Richard Faulds    | GBR  | 141   | 46     | 187    |
| Zilver | Russell Mark      | AUS  | 143   | 44     | 187    |
| Brons  | Fehaid Al-Deehani | KUW  | 141   | 45     | 186    |
| 4      | Conny Persson     | SWE  | 141   | 43     | 184    |
| 5      | Roland Gerebics   | HUN  | 140   | 40     | 180    |
| 6      | Lance Bade        | USA  | 136   | 43     | 179    |
| 7      | Waldemar Schanz   | GER  |       |        | 136    |
| 8      | Marco Innocenti   | ITA  |       |        | 135    |

### skeet

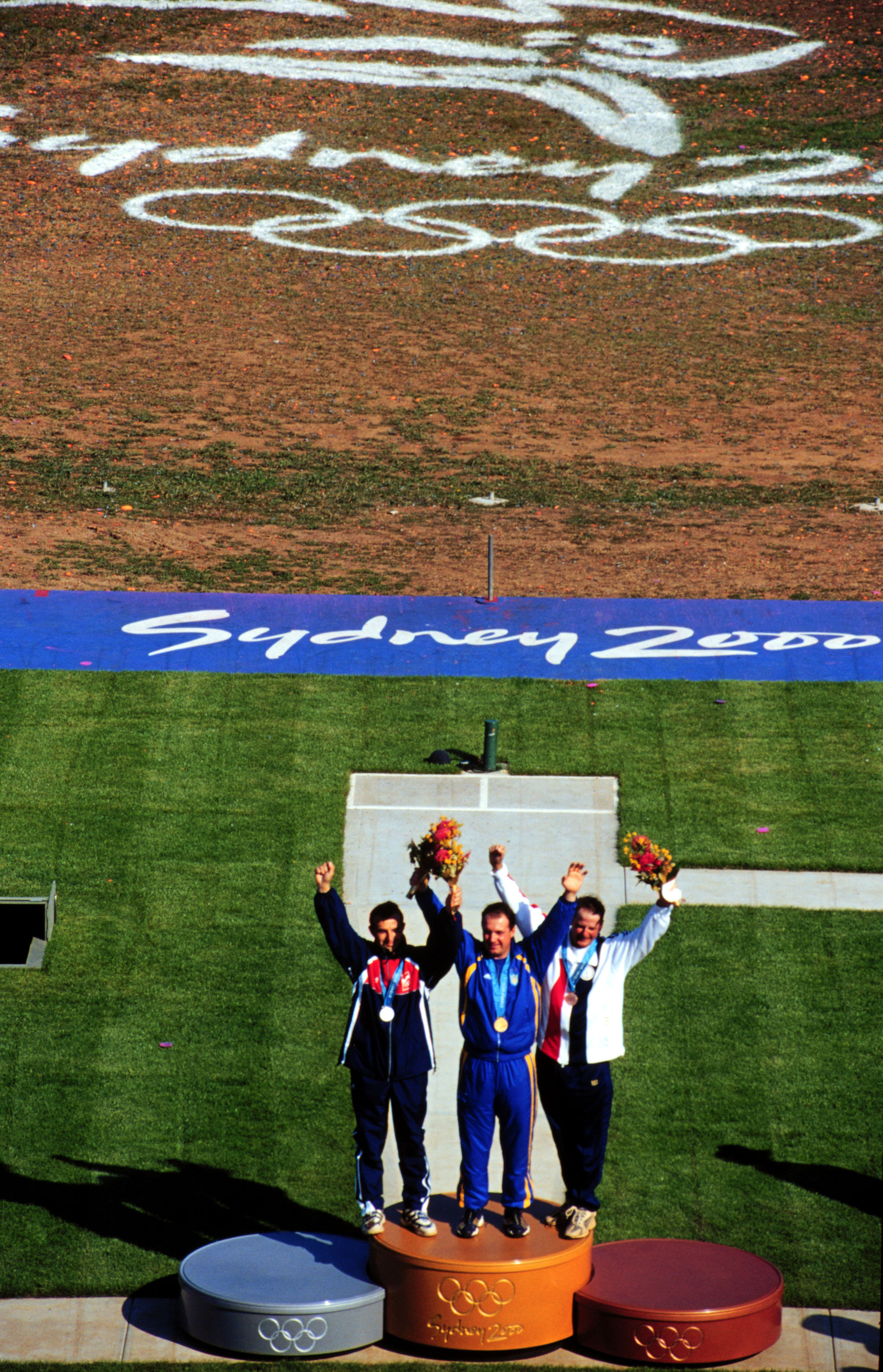
Medaille-uitreiking skeet heren

| rang   | sporter          | land | score | finale | totaal |
| ------ | ---------------- | ---- | ----- | ------ | ------ |
| Goud   | Mykola Miltsjev  | UKR  | 125   | 25     | 150    |
| Zilver | Petr Málek       | CZE  | 124   | 24     | 148    |
| Brons  | James Graves     | USA  | 123   | 24     | 147    |
| 4      | Hennie Dompeling | NED  | 122   | 24     | 146    |
| 5      | Andrea Benelli   | ITA  | 122   | 24     | 146    |
| 6      | Nasser Al-Attiya | QAT  | 122   | 23     | 145    |
| 7      | Sergej Jaksjin   | KAZ  |       |        | 122    |
| 8      | Antonis Andreou  | CYP  |       |        | 122    |

## Dames

### kleinkalibergeweer 50 m drie houdingen
| rang   | sporter               | land | score | finale | totaal |
| ------ | --------------------- | ---- | ----- | ------ | ------ |
| Goud   | Renata Mauer-Różańska | POL  | 585   | 99.6   | 684.6  |
| Zilver | Tatjana Goldobina     | RUS  | 585   | 95.9   | 680.9  |
| Brons  | Maria Feklistova      | RUS  | 582   | 97.9   | 679.9  |
| 4      | Sonja Pfeilschifter   | GER  | 585   | 93.5   | 678.5  |
| 5      | Shan Hong             | CHN  | 580   | 96.9   | 676.9  |
| 6      | Anni Bissø            | DEN  | 584   | 91.6   | 675.6  |
| 7      | Olga Dovgun           | KAZ  | 583   | 91.2   | 674.2  |
| 8      | Melissa Mulloy        | USA  | 580   | 93.7   | 673.7  |

### luchtgeweer 10 m
| rang   | sporter                    | land | score | finale | totaal |
| ------ | -------------------------- | ---- | ----- | ------ | ------ |
| Goud   | Nancy Johnson              | USA  | 395   | 102.7  | 497.7  |
| Zilver | Kang Cho-hyun              | KOR  | 397   | 100.5  | 497.5  |
| Brons  | Gao Jing                   | CHN  | 394   | 103.2  | 497.2  |
| 4      | Ljoebov Galkina            | RUS  | 395   | 101.7  | 496.7  |
| 5      | Sonja Pfeilschifter        | GER  | 395   | 100.9  | 495.9  |
| 6      | Jayme Dickman              | USA  | 394   | 101.4  | 495.4  |
| 7      | Choi Dae-young             | KOR  | 395   | 98.1   | 493.1  |
| 8      | Anjali Ramakanta Vedpathak | IND  | 394   | 99.1   | 493.1  |

### sportpistool 25 m
| rang   | sporter             | land | score | finale | totaal |
| ------ | ------------------- | ---- | ----- | ------ | ------ |
| Goud   | Maria Grozdeva      | BUL  | 589   | 101.3  | 690.3  |
| Zilver | Tao Luna            | CHN  | 590   | 99.8   | 689.8  |
| Brons  | Lolita Jevglevskaja | BLR  | 583   | 103.0  | 686.0  |
| 4      | Joelia Sinjak       | BLR  | 584   | 101.9  | 685.9  |
| 5      | Michiko Fukushima   | JPN  | 585   | 99.8   | 684.8  |
| 6      | Otryad Gundegmaa    | MGL  | 581   | 99.9   | 680.9  |
| 7      | Yoko Inada          | JPN  | 581   | 98.6   | 679.6  |
| 8      | Cai Yeqing          | CHN  | 582   | 96.8   | 678.8  |

### luchtpistool 10 m
| rang   | sporter            | land | score | finale | totaal |
| ------ | ------------------ | ---- | ----- | ------ | ------ |
| Goud   | Tao Luna           | CHN  | 390   | 98.2   | 488.2  |
| Zilver | Jasna Šekarić      | YUG  | 388   | 98.5   | 486.5  |
| Brons  | Annemarie Forder   | AUS  | 385   | 99.0   | 484.0  |
| 4      | Svetlana Smirnova  | RUS  | 384   | 99.7   | 483.7  |
| 5      | Michiko Fukushima  | JPN  | 383   | 100.7  | 483.7  |
| 6      | Dina Aspandijarova | KAZ  | 388   | 95.7   | 483.7  |
| 7      | Olga Koeznetsova   | RUS  | 386   | 96.4   | 482.4  |
| 8      | Yoko Inada         | JPN  | 383   | 98.2   | 481.2  |

### trap
| rang   | sporter              | land | score | finale | totaal |
| ------ | -------------------- | ---- | ----- | ------ | ------ |
| Goud   | Daina Gudzinevičiūtė | LTU  | 71    | 22     | 93     |
| Zilver | Delphine Racinet     | FRA  | 67    | 25     | 92     |
| Brons  | Gao E                | CHN  | 68    | 22     | 90     |
| 4      | Anne Focan           | BEL  | 67    | 21     | 88     |
| 5      | Susanne Kiermayer    | GER  | 66    | 20     | 86     |
| 6      | Jelena Tkatsj        | RUS  | 65    | 16     | 81     |
| 7      | Emanuela Felici      | SMR  |       |        | 64     |
| 8      | Pia Hansen           | SWE  |       |        | 64     |

### dubbeltrap
| rang   | sporter         | land | score | finale | totaal |
| ------ | --------------- | ---- | ----- | ------ | ------ |
| Goud   | Pia Hansen      | SWE  | 112   | 36     | 148    |
| Zilver | Deborah Gelisio | ITA  | 107   | 37     | 144    |
| Brons  | Kim Rhode       | USA  | 103   | 36     | 139    |
| 4      | Lin Yi-Chun     | TPE  | 100   | 34     | 134    |
| 5      | Cynthia Meyer   | CAN  | 101   | 33     | 134    |
| 6      | Cindy Gentry    | USA  | 100   | 30     | 130    |
| 7      | Anne Focan      | BEL  |       |        | 99     |
| 8      | Zhang Yafei     | CHN  |       |        | 98     |

### skeet
| rang   | sporter                 | land | score | finale | totaal |
| ------ | ----------------------- | ---- | ----- | ------ | ------ |
| Goud   | Zemfira Meftachetdinova | AZE  | 73    | 25     | 98     |
| Zilver | Svetlana Djomina        | RUS  | 70    | 25     | 95     |
| Brons  | Diana Igaly             | HUN  | 71    | 22     | 93     |
| 4      | Tash Lonsdale           | AUS  | 70    | 23     | 93     |
| 5      | Cindy Shenberger        | USA  | 70    | 22     | 92     |
| 6      | Erdzjanik Avetisjan     | RUS  | 70    | 22     | 92     |
| 7      | Kim Rhode               | USA  |       |        |        |
| 8      | Zhang Shan              | CHN  |       |        |        |

## Medaillespiegel
| rang   | land             | goud | zilver | brons | totaal |
| ------ | ---------------- | ---- | ------ | ----- | ------ |
| 1      | China            | 3    | 2      | 3     | 8      |
| 2      | Bulgarije        | 2    | 0      | 0     | 2      |
| 2      | Zweden           | 2    | 0      | 0     | 2      |
| 4      | Rusland          | 1    | 3      | 2     | 6      |
| 5      | Australië        | 1    | 1      | 1     | 3      |
| 6      | Frankrijk        | 1    | 1      | 0     | 2      |
| 6      | Groot-Brittannië | 1    | 1      | 0     | 2      |
| 8      | Verenigde Staten | 1    | 0      | 2     | 3      |
| 9      | Azerbeidzjan     | 1    | 0      | 0     | 1      |
| 9      | Litouwen         | 1    | 0      | 0     | 1      |
| 9      | Oekraïne         | 1    | 0      | 0     | 1      |
| 9      | Polen            | 1    | 0      | 0     | 1      |
| 9      | Slovenië         | 1    | 0      | 0     | 1      |
| 14     | Wit-Rusland      | 0    | 1      | 3     | 4      |
| 15     | Tsjechië         | 0    | 1      | 1     | 2      |
| 15     | Italië           | 0    | 1      | 1     | 2      |
| 17     | Denemarken       | 0    | 1      | 0     | 1      |
| 17     | Finland          | 0    | 1      | 0     | 1      |
| 17     | Joegoslavië      | 0    | 1      | 0     | 1      |
| 17     | Moldavië         | 0    | 1      | 0     | 1      |
| 17     | Zuid-Korea       | 0    | 1      | 0     | 1      |
| 17     | Zwitserland      | 0    | 1      | 0     | 1      |
| 23     | Hongarije        | 0    | 0      | 1     | 1      |
| 23     | Koeweit          | 0    | 0      | 1     | 1      |
| 23     | Noorwegen        | 0    | 0      | 1     | 1      |
| 23     | Roemenië         | 0    | 0      | 1     | 1      |
| totaal | totaal           | 17   | 17     | 17    | 51     |